# Castillo de Villagarcía de la Torre
El Castillo de Villagarcía de la Torre es una fortaleza del siglo XV situada en el término municipal español de Villagarcía de la Torre, provincia de Badajoz, Extremadura. Se encuentra a 9 km de Llerena y a 33 km de Zafra.

## Historia

### Época prerromana
Se tienen datos de la existencia de Villagarcía antes de la llegada de los romanos. Entre los siglos IX y V a. C., el sur de la provincia de Badajoz estaba dividido en dos partes según refleja el tratado de Geografía de Estrabón del siglo I a. C.: uno era la Beturia Céltica (parte occidental, ocupada por pueblos celtas) y elotro la Beturia Túrdula (parte oriental, ocupada por pueblos túrdulos). Ambas regiones estaban separadas por la cuenca del  río Matachel, que formaba parte del territorio túrdulo. Los túrdulos eran un pueblo autóctono que no había sufrido influencias orientalizantes como los turdetanos del sur. Eran un pueblo próspero y culto, que escribía poemas y leyes en verso. Los celtas, sin embargo, eran pueblos de origen indoeuropeo que habían llegado hasta estas tierras instalándose, en principio, en las zonas más despobladas, gozando de un gran auge metalúrgico en tiempo de Tartessos

### Época árabe
La población ya existía en época árabe. El padre «Fray Juan Mateo Reyes Ortiz de Tovar» en su obra «Partidos triunfantes de la Beturia Túrdula» cita la ciudad de «Vama», cuyo nombre se disputaban Villagarcía y Salvatierra de los Barros. El lugar de Villagarcía estuvo a caballo de los reinos de taifas de Sevilla y Badajoz. Fue dominada por los moros y la conquistó don Rodrigo Íñiguez que fue el decimoquinto maestre de la Orden de Santiago desde 1237 a 1242. En 1367 la mitad era de la Orden de Santiago y la otra mitad del  Comendador Mayor de León, don García Fernández de Villagarcía, que la repobló de cristianos y le impuso su propio nombre: «García». De ahí pasó a llamarse Vila-García nombres que con el tiempo se unieron y de la torre se justifica por la existencia de una notable torre construida por los antiguos moradores del lugar.

### Reconquista y señoríos
Hacia el año 1330 era señor de la población don Gómez González de Quijada. En el año 1332 Alfonso XI dio el lugar de Villagarcía a Leonor de Guzmán. García Fernández de Villagarcía, 36º Maestre de la Orden de Santiago, que fue el I señor de Villagarcía, sirvió con lealtad a Enrique II y a su hijo Juan I. Como premio a su lealtad al rey Enrique II, le concedió en junio de 1386 el señorío autónomo de Villagarcía. Para ello, hubo, que segregar Villagarcía de la jurisdicción de la Orden de Santiago, que estaba dividida en dos. Se hizo mediante una permuta del rey Juan con dicha Orden. El 20 de agosto de 1382 el rey le dio permiso «para que pueda hacer e labrar la su casa fuerte de Villagarcía y faserla alcacar e ponerle pretil e almenas, caba e barrera». En 1387, en nombre del rey, se le otorgaba escritura de posesión de la villa a Garci Fernández de Villagarcia y su mujer María Ramírez de Guzmán.

## El Castillo
Teresa de Guzmán, hija de Garci Fernández de Guzmán y de Beatriz Suárez de Figueroa se convertiría, en 1430 a la muerte de su madre, en III señora de Villagarcía. Se casó con  Luis Cristóbal Ponce de León que mandó construir el castillo, quizás sobre la casa fuerte de Garci Fernández y construyendo o reformando la torre del homenaje. Este castillo, que se puede contemplar hoy en día en las afueras del pueblo, tiene el escudo de armas de Luis Ponce de León en el torreón principal. Este personaje fue el que inició la construcción del castillo.
El castillo señorial de Villagarcía de la Torre fue construido en el siglo XV. El recinto que lo rodea es de forma cuadrangular irregular con cubos —torres adosadas— redondos y unidos a la muralla por un pequeño retranqueo curvo que da a la sección transversal de estas torres la «forma de pera», sobresalen de la voluminosa «Torre del Homenaje». En esta torre, aunque no hay casi ninguno de los detalles constructivos, se mantiene el  escudo heráldico de  Luis Ponce de León, hijo del duque Rodrigo Ponce de León. Contrajo matrimonio con Isabel de Guzmán, de quien era realmente el castillo-fortaleza pues lo recibió por herencia de su madre, Beatriz de Figueroa en el año 1430.
El castillo está situado en una meseta y consta de dos recintos, el primero o exterior hace la doble funcione de muro de contención del terraplén y de muralla. En la actualidad solo se conserva la «torre del homenaje» y otros restos. Hacia la mitad del lienzo norte destaca una torre semicircular. El segundo recinto es el importante e impresiona ver la elevación de la fortaleza, de sus murallas y torres. Las medidas de este recinto son de 29,70 m de largo y 21,79 m de ancho. Tiene torres cuadradas en los ángulos. El espesor de las murallas es de 2,75 m. En el interior de las murallas del castillo se ven mechinales que dejan noticia de que el castillo tenía tres pisos; también de los restos de las escaleras adosadas para subir al adarve. El castillo se mantuvo casi intacto hasta la  Guerra de la Independencia, durante la que sirvió de hospital a los franceses. Posteriormente fue arrasado en casi su totalidad por el general Morillo durante las guerras carlistas.